# 硝酸態窒素
硝酸態窒素(しょうさんたいちっそ、nitrate nitrogen)とは、硝酸イオンのように酸化窒素の形で存在する窒素のことである。通常は {\displaystyle NO_{3}^{-}}の形の硝酸イオンに金属が結合した硝酸塩の形で存在しているが、このうち N の部分だけをとって硝酸態窒素という。また硝酸態窒素は通常、窒素化合物の酸化によって生じる最終生成物である。

## 土壌中の硝酸態窒素
通常、土壌中の無機窒素は、アンモニア態窒素、亜硝酸態窒素、硝酸態窒素の3つの形で存在する。通常、有機物が分解されるとまずアンモニア態窒素が生成される。また、硫安、尿素などのアンモニア態窒素の肥料が施肥されることもある。これらのアンモニア態窒素は土壌中の硝酸菌の作用で亜硝酸態窒素を経て硝酸態窒素にまで変換されることがある。
なお、植物が利用している土壌中の無機態窒素の同化については、アンモニア態窒素は直接有機態窒素へと同化され、硝酸態窒素は酵素の働きによる還元過程を経て有機態窒素へと同化されることとなる。また、窒素肥料の中には硝酸アンモニウムや硝酸ナトリウムなど元から硝酸態窒素が大量に含まれているものもある。
なお、水域でも、アンモニア態窒素、亜硝酸態窒素、硝酸態窒素は溶存無機態窒素(DIN)であり、水域の植物プランクトンや藻類等の窒素源として重要な栄養塩の１つである。

## 環境汚染

### 影響
上記のような事情から硝酸態窒素に変化し得る肥料が大量に施肥された結果、ミネラルウォーターとして市販されている物も含む地下水が硝酸態窒素に汚染されたり、葉物野菜の中に大量の硝酸態窒素が残留するといった環境問題が起こっている。人間を含む動物が硝酸態窒素を大量に摂取すると、体内で腸内細菌により亜硝酸態窒素に還元され、これが体内に吸収されて血液中のヘモグロビンを酸化してメトヘモグロビンを生成してメトヘモグロビン血症などの酸素欠乏症を引き起こす可能性がある上、2級アミンと結合して発ガン性物質のニトロソアミンを生じる問題が指摘されている。
牛の飼料中に0.2%以上の硝酸態窒素が含まれていると、牛に食欲不振やふらつき、時には呼吸困難や突然死を引き起こすこともある硝酸塩中毒を起こす可能性があり、継続的に比較的高濃度の硝酸態窒素を含む飼料を牛が食べることによって牛に流産や胎児の異常、乳量や成長への影響等の慢性中毒が引き起こされる可能性も指摘されている。
グレビーシマウマが肺水腫による呼吸不全で死んだケース（富山市ファミリーパーク）では、血液検査により90ppmの硝酸態窒素が検出された。

### 汚染源の特定
窒素安定同位体自然存在比（δ15N）（存在比の多い窒素14(14N) と 同位体窒素15(15N) の比率）を調べる事で由来を推定する事が可能である。汚染源は畜産堆肥、化学肥料、生活排水である。

## 規制
水質基準等に硝酸態窒素の項目が設けられることがある。ただし、地域により硝酸塩換算値か硝酸態窒素換算値かによる違いがある。換算式は「硝酸態窒素濃度（mgN/L）=硝酸塩濃度（mg/L）×14/62」である。

### 硝酸塩換算値
世界保健機関のガイドラインやEUなどでは硝酸塩換算値を採用する。

### 硝酸態窒素換算値
日本やアメリカ合衆国、シンガポールなどでは硝酸態窒素換算値を採用する。